# Negrilești (Vrancea)
Pour les articles homonymes, voir Negrilești.
Negrilești est une commune du județ de Vrancea en Roumanie.